# Stygocyathura munae
Stygocyathura munae là một loài chân đều trong họ Anthuridae. Loài này được Botosaneanu miêu tả khoa học năm 2003.